# Hacik (Armawir)
Hacik – wieś w Armenii, w prowincji Armawir. W 2011 roku liczyła 2331 mieszkańców.